# 智蔵
智蔵（ちぞう）は、飛鳥時代に日本で活動した中国（呉郡、江蘇省蘇州）出身の仏教僧侶。日本の三論宗の祖の一人。俗姓は熊凝（くまごり）。

## 略歴
飛鳥時代に呉から父・福亮と共に来日。元興寺で慧灌に三論を学ぶ。その後、唐に渡り、慧灌の師であり三論宗の大成者でもある吉蔵に直接師事、帰国後、法隆寺で三論宗を広めた。
天武天皇2年（673年）に僧正となる。
詩作にも優れ、漢詩2首が『懐風藻』に撰録されている。